# دينيس سيزار دي ماتوس
دينيس سيزار دي ماتوس (بالبرتغالية: Denis César de Matos) هو لاعب كرة قدم برازيلي في مركز حراسة المرمى، ولد في 14 أبريل 1987 في جاوو في البرازيل. لعب مع نادي بونتي بريتا ونادي ساو باولو.

## وصلات خارجية
- دينيس سيزار دي ماتوس على موقع قاعدة بيانات كرة القدم.إي يو (الإنجليزية)
- دينيس سيزار دي ماتوس على موقع Soccerway.com (الإنجليزية)
- دينيس سيزار دي ماتوس على موقع AS.com (الإسبانية)